# Idea Prokom Open 2001
Idea Prokom Open 2001 - чоловічий і жіночий тенісний турнір, що проходив на відкритих кортах з ґрунтовим покриттям у Сопот (Польща). Належав до серії International в рамках Туру ATP 2001, а також серії Tier III в рамках Туру WTA 2001. Тривав з 23 до 29 липня 2001 року.

## Фінальна частина

### Одиночний розряд, чоловіки
Томмі Робредо —  Альберт Портас 1–6, 7–5, 7–6 (7–2)
- Для Робредо це був єдиний титул за сезон і 1-й — за кар'єру.

### Одиночний розряд, жінки
Крістіна Торренс-Валеро —  Гала Леон Гарсія 6–2, 6–2
- Для Торренс-Валеро це був єдиний титул за сезон і 4-й — за кар'єру.

### Парний розряд, чоловіки
Пол Генлі /  Натан Гілі —  Іраклій Лабадзе /  Аттіла Шавольт 7–6 (12–10), 6–2
- Для Генлі це був єдиний титул за сезон і 1-й — за кар'єру. Для Гілі це був єдиний титул за сезон і 1-й — за кар'єру.

### Парний розряд, жінки
Йоаннетта Крюгер /  Франческа Ск'явоне —  Юлія Бейгельзимер /  Анастасія Родіонова 6–4, 6–0
- Для Крюгер це був єдиний титул за сезон і 3-й — за кар'єру. Для Ск'явоне це був єдиний титул за сезон і 1-й — за кар'єру.